# 小倉繁
小倉 繁（おぐら しげる、1904年3月16日 - 1958年5月29日）は、日本の俳優。栃木県宇都宮市出身。本名同じ。喜劇映画で活躍し、和製チャップリンと呼ばれた。

## 来歴・人物
栃木県宇都宮市の生まれ。劇団に入り、地方巡業を経て、1923年に国活に入社。
1925年に松竹蒲田撮影所に入社。始めは端役を演じていたが、小津安二郎監督の『女房紛失』から頭角を現していき、短編喜劇映画の脇役として活躍。1929年、喜劇の神様と呼ばれ、城戸四郎が開拓したナンセンス喜劇を多く演出した斎藤寅次郎監督の『モダン怪談100,000,000』に国定忠次の幽霊役で出演。以降、ナンセンス喜劇の代表的俳優となり、軽妙なドタバタ演技で人気喜劇俳優となった。その後斎藤の『子宝騒動』（1935年）などに主演した。また、チャールズ・チャップリンを模してちょび髭を生やしていることから”和製チャップリン”と呼ばれ、1932年には『チャップリンよなぜ泣くか』という映画に主演している。ナンセンス喜劇以外の作品にも多く出演し名バイプレーヤーとして活躍した。1933年1月に逢初夢子、大日方伝らと共に準幹部に昇進した。
ナンセンス喜劇も終わりを告げた頃である1937年から10年ほど映画には全く出演していない。1948年頃から新東宝の映画に出演した。花菱アチャコなどが主演する喜劇映画で助演した。1957年に『ダイヤル110番』の第15話にゲスト出演しており、唯一のテレビドラマ出演も果たしている。
1958年5月29日死去。息子には小津安二郎の『長屋紳士録』や『晩春』で子役として活躍した青木放屁がいる（青木放屁の異父兄が青木富夫）。

## 出演作品

### 映画

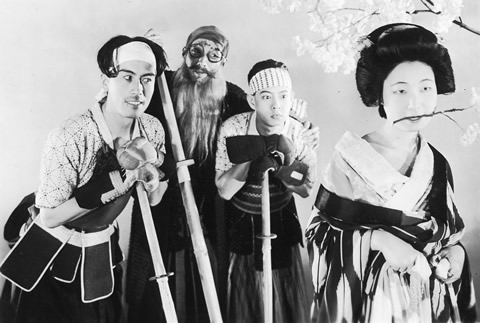
『爆弾花嫁』（1934年）左。

- 裏切られ者（1926年、松竹蒲田） - 子分権八
- 若人の夢（1928年、松竹蒲田） - 隣りの学生
- 女房紛失（1928年、松竹蒲田） - バナナ屋
- 大当り円満（1928年、松竹蒲田）
- 円タク坊ちゃん（1929年、松竹蒲田）
- 学生ロマンス 若き日（1929年、松竹蒲田） - 学生
- ステッキガール（1929年、松竹蒲田）
- 浮草娘旅風俗（1929年、松竹蒲田） - 配達夫喜六
- 岡辰押切帳（1929年、松竹蒲田）
- モダン怪談100,000,000（1929年、松竹蒲田） - 国定忠次の幽霊
- 新婚前後（1929年、松竹蒲田）
- ちょっと出ました三角野郎（1930年、松竹蒲田） - 留公
- 岐路に立ちて（1930年、松竹蒲田）
- 嫁入読本（1930年、松竹蒲田）
- 処女入用（1930年、松竹蒲田）
- カフェーの夫婦（1930年、松竹蒲田）
- お嬢さん（1930年、松竹蒲田） - 教師
- 出戻り歓迎（1931年、松竹蒲田）
- 男女押し比べ（1931年、松竹蒲田）
- 彼女の興奮（1931年、松竹蒲田）
- 隣りの屋根の下（1931年、松竹蒲田） - 会社員青山
- チャッカリしてるわね（1931年、松竹蒲田）
- 涙の愛嬌者（1931年、松竹蒲田） - 魚屋
- 女は袂を御用心（1932年、松竹蒲田） - 山口
- 偉くなれ（1932年、松竹蒲田） - 会社員山野
- 熊の八つ切り事件（1932年、松竹蒲田）
- 恋愛御法度会社（1932年、松竹蒲田）
- 太陽は東より（1932年、松竹蒲田） - 金公
- チャップリンよなぜ泣くか（1932年、松竹蒲田）
- チョコレートガール（1932年、松竹蒲田） - 健作の相棒留公
- 可愛い後家さん（1932年、松竹蒲田）
- 女は寝て待て（1932年、松竹蒲田）
- 忠臣蔵（1932年、松竹下加茂） - 碇床主人
- スットン狂（1932年、松竹蒲田）
- 奥方の猛力（1933年、松竹蒲田）
- 大変な処女（1933年、松竹蒲田）
- 彼女と金塊（1933年、松竹蒲田）
- 夜ごとの夢（1933年、松竹蒲田） - 船員
- 男やもめの厳さん（1933年、松竹蒲田）
- 嬉しい頃（1933年、松竹蒲田） - 社員中川
- 愛撫（1933年、松竹蒲田） - 風呂番信どん
- 女学生と与太者（1933年、松竹蒲田） - 不良少年
- しっかりせよと抱き起し（1933年、松竹蒲田）
- 腰の抜けた女（1934年、松竹蒲田）
- 爆弾花嫁（1934年、松竹蒲田） - 古川
- 噫薄情（1935年、松竹蒲田）
- 子宝騒動（1935年、松竹蒲田）
- 母の恋文（1935年、松竹蒲田） - 泥棒
- 馬帰る（1935年、松竹蒲田）
- この子捨てざれば（1935年、松竹蒲田）
- 永久の愛（1935年、松竹蒲田） - 社員丸山
- 新婚三塁打（1935年、松竹蒲田）
- わたしのラバさん（1936年、松竹蒲田）
- 車に積んだ宝物（1936年、松竹蒲田）
- 有りがたうさん（1936年、松竹大船） - 新婚の夫
- 女は何故怖い（1936年、松竹大船）
- 人生は六十から（1936年、松竹大船）
- 幽霊が死んだら（1936年、松竹大船）
- 男性対女性（1936年、松竹大船） - 牧場の男
- 泣かせてね（1936年、松竹大船）
- 七つ児誕生（1937年、松竹大船）
- 花籠の歌（1937年、松竹大船） - 巡査
- 野球狂時代（1948年、東横映画） - 家主
- 嫁入聟取花合戦（1949年、新東宝） - 管理人
- 銀座化粧（1951年、新東宝） - 桜井忠弥
- お国と五平（1952年、新東宝） - 番頭
- 右門捕物帖 緋鹿の子異変（1952年、新東宝） - おしゃべり伝六
- 右門捕物帖 謎の血文字（1952年、新東宝） - ちょんぎれの松
- おかあさん（1952年、新東宝） - 客
- 東京のえくぼ（1952年、新東宝） - 木村徳太郎
- サラリーマン喧嘩三代記（1952年、新東宝） - 守衛長
- アチャコ青春手帳（1952年、新東宝） - 下宿の親爺
- 煙突の見える場所（1953年、新東宝） - 金子大助
- 右門捕物帖 からくり街道（1953年、新東宝） - 浦和五右衛門
- 一等女房と三等亭主（1953年、新東宝） - 洋品店の店員
- 若さま侍捕物帳 恐怖の折り鶴（1953年、新東宝） - 神主
- 初笑い寛永御前試合（1953年、新東宝） - 酒井雅楽守
- 一等マダムと三等旦那（1954年、新東宝） - 中年のバーテン
- 宝さがし百万両（1954年、新東宝） - 道具屋の親爺
- 鶏はふたたび泣く（1954年、新東宝） - きくの旦那
- ハワイ珍道中（1954年、新東宝）- ハワイの劇場興行主
- アツカマ氏とオヤカマ氏（1955年、新東宝） - 食堂のおやじ
- 風流交番日記（1955年、新東宝） - 易者
- 三等社員と女秘書（1955年、新東宝） - 宝石商
- 右門捕物帖 恐怖の十三夜（1955年、東宝） - 寿司屋の御隠居
- 柔道流転（1955年、新東宝） - 竹中巡査
- 女真珠王の復讐（1956年、新東宝） - 経理部長松井
- 四谷怪談（1956年、新東宝） - 按摩宅悦
- 阿修羅三剣士（1956年、新東宝） - 鳴島甚兵衛
- 金語楼のお巡りさん（1956年、新東宝） - 警察署山本部長
- 金語楼の雷社長（1956年、新東宝） - 松本秘書
- 金語楼の天晴れ運転手物語（1956年、新東宝） - 重役風の客
- 女競輪王（1956年、新東宝） - 五十嵐源造
- 肉体女優殺し 五人の犯罪者（1957年、新東宝） - ハチノキ
- 日米花嫁花婿取替合戦（1957年、新東宝） - 写真屋
- 女体棧橋（1958年、新東宝） - 大野